# Menhir de Cal Camat
El Menhir de Cal Camat es troba al Parc de la Serralada Litoral, concretament a Vilassar de Dalt (el Maresme), declarat bé cultural d'interès local, inclòs a l'Inventari del Patrimoni Arqueològic i Paleontològic de Catalunya.

## Descripció
És una pedra antropomorfa d'1,90 metres d'alçària, 1 m d'amplada i 0,6 m de gruix, amb un pes aproximat de 3.500 kg i una factura molt regular. No té cap tret destacable excepte unes taques rogenques a la banda nord, la més humida, que són degudes al Xanthoria parietina (el típic liquen que també recobreix les teulades). Podria haver estat un lloc d'enterrament, però no s'ha trobat a prop cap resta que ho confirmi. Al camp del davant hi havia unes sitges que malauradament es van destruir abans de poder-les estudiar i determinar si tenien alguna relació amb el menhir.
Ja que està situat al costat del camí, en un tram en què marca la separació entre els termes de Vilassar de Dalt i Òrrius, hi ha qui opina que simplement és una fita medieval. Sembla que caigué el 1994 i fou tornat a aixecar.

## Accés
És ubicat a Vilassar de Dalt: des del Dolmen de Can Boquet seguim per la pista de la Carena en direcció nord fins a una bifurcació a uns 1,24 km. Girem a l'esquerra, en direcció a Sant Bartomeu de Cabanyes. A 160 m de la bifurcació, just passada la casa de Cal Camat Vell, veurem el menhir plantat damunt del marge esquerre de la pista i mig amagat per una tanca de bardissa. Coordenades: x=445619 y=4599362 z=401.